# Чемпионат мира по хоккею с шайбой среди юниорских команд 2010 (женщины)
Чемпионат мира по хоккею с шайбой среди женских юниорских команд 2010 года — 3-й турнир юниорского чемпионата мира среди женщин под эгидой ИИХФ, проходивший с 27 марта по 3 апреля 2010 года в Чикаго, США. Впервые чемпионом стала сборная Канады, одолевшая в финале до этого непобедимых сборную США со счётом 5:4 в овертайме. Победная серия американок составила 20 матчей. Бронзовую медаль выиграла сборная Швеции, победившая в матче за третье место сборную Германии — 7:3. Сборная России заняв последнее место, впервые с момента начала выступлений в чемпионатах мира по хоккею с шайбой в 1954 году для всех уровней национальных сборных покинула ТОП-дивизион.
Самым результативным и самым ценным игроком чемпионата стала хоккеистка сборной Канады Джессика Кэмпбелл, набравшая по 15(7+8) очков за результативность. Лучшим вратарём турнира была признана американка Алекс Ригсби, лучшим защитником канадка Бриджит Лакуэтт, лучшим нападающим стала игрок сборной США — Кендалл Койн.

## Участвующие команды
В чемпионате принимали участие 8 национальных команд — пять из Европы, две из Северной Америки и одна из Азии. Сборная Японии пришла из первого дивизиона, остальные — с прошлого турнира ТОП-дивизиона.
Европа
- Чехия*
- Россия*
- Финляндия*
- Германия*
- Швеция*

Северная Америка
- Канада*
- США×

Азия
- Япония^

* = 7 команд автоматически квалифицировались в высший дивизион по итогам чемпионата мира 2009 года
^ = Команда перешла в высший дивизион по итогам первого дивизиона чемпионата мира 2009 года
× = Квалифицировались как хозяева чемпионата 

## Предварительный этап
|  | Команды, выходящие в полуфинал          |
|  | Команды, выходящие в четвертьфинал      |
|  | Команды, выходящие в утешительный раунд |

### Группа A
| М | Сборная   | И | В | ВО | ПО | П | ШЗ | ШП | РШ  | О |
| - | --------- | - | - | -- | -- | - | -- | -- | --- | - |
| 1 | США       | 3 | 3 | 0  | 0  | 0 | 31 | 1  | +30 | 9 |
| 2 | Финляндия | 3 | 1 | 0  | 0  | 2 | 6  | 9  | −3  | 3 |
| 3 | Япония    | 3 | 1 | 0  | 0  | 2 | 7  | 17 | −10 | 3 |
| 4 | Чехия     | 3 | 1 | 0  | 0  | 2 | 6  | 23 | −17 | 3 |

Время местное (UTC-5).
| 27 марта 2010 15:00 | Чехия | 1 : 5 (1:0, 0:2, 0:3) | Финляндия | Боб Аллен Арена, Чикаго Зрителей: 152 |

| Отчёт  | Отчёт | Отчёт  | Отчёт | Отчёт                                                               |
| ------ | ----- | ------ | ----- | ------------------------------------------------------------------- |
|        |       |        |       |                                                                     |
|        |       |        |       | Судья: Тара Лейтон Линейные судьи: Тереза Бьёркман Михаэла Куделова |
|        |       |        |       |                                                                     |
|        |       |        |       |                                                                     |
|        |       |        |       |                                                                     |
|        |       |        |       |                                                                     |
|        |       |        |       |                                                                     |
| 12 мин | Штраф | 14 мин |       |                                                                     |
|        |       |        |       |                                                                     |
|        | 19    | Броски | 47    |                                                                     |

| 27 марта 2010 19:30 | США | 11 : 1 (2:0, 5:0, 4:1) | Япония | Уолтер Буш Арена, Чикаго Зрителей: 312 |

| Отчёт | Отчёт | Отчёт  | Отчёт | Отчёт                                                              |
| ----- | ----- | ------ | ----- | ------------------------------------------------------------------ |
|       |       |        |       |                                                                    |
|       |       |        |       | Судья: Радка Ружичкова Линейные судьи: Хелен Руа Вероника Штенцель |
|       |       |        |       |                                                                    |
|       |       |        |       |                                                                    |
|       |       |        |       |                                                                    |
|       |       |        |       |                                                                    |
|       |       |        |       |                                                                    |
| 6 мин | Штраф | 6 мин  |       |                                                                    |
|       |       |        |       |                                                                    |
|       | 56    | Броски | 8     |                                                                    |

| 28 марта 2010 18:30 | Чехия | 5 : 3 (4:2, 0:1, 1:0) | Япония | Боб Аллен Арена, Чикаго Зрителей: 142 |

| Отчёт  | Отчёт | Отчёт  | Отчёт | Отчёт                                                             |
| ------ | ----- | ------ | ----- | ----------------------------------------------------------------- |
|        |       |        |       |                                                                   |
|        |       |        |       | Судья: Мари Пикаве Линейные судьи: Тереза Бьёркман Андреа Вайсман |
|        |       |        |       |                                                                   |
|        |       |        |       |                                                                   |
|        |       |        |       |                                                                   |
|        |       |        |       |                                                                   |
|        |       |        |       |                                                                   |
| 14 мин | Штраф | 6 мин  |       |                                                                   |
|        |       |        |       |                                                                   |
|        | 27    | Броски | 24    |                                                                   |

| 28 марта 2010 19:30 | Финляндия | 0 : 5 (0:0, 0:3, 0:2) | США | Уолтер Буш Арена, Чикаго Зрителей: 338 |

| Отчёт  | Отчёт                         | Отчёт  | Отчёт | Отчёт                                                           |
| ------ | ----------------------------- | ------ | ----- | --------------------------------------------------------------- |
|        |                               |        |       |                                                                 |
|        |                               |        |       | Судья: Михаэла Кифер Линейные судьи: Пайви Лаурла Илона Новотна |
|        | Голы:                         |        |       |                                                                 |
|        | 0 : 1 0 : 2 0 : 3 0 : 4 0 : 5 |        |       |                                                                 |
|        |                               |        |       |                                                                 |
|        |                               |        |       |                                                                 |
|        |                               |        |       |                                                                 |
| 18 мин | Штраф                         | 16 мин |       |                                                                 |
|        |                               |        |       |                                                                 |
|        | 13                            | Броски | 49    |                                                                 |

| 30 марта 2010 18:30 | Япония | 3 : 1 (2:0, 0:1, 1:0) | Финляндия | Боб Аллен Арена, Чикаго Зрителей: 48 |

| Отчёт | Отчёт | Отчёт  | Отчёт | Отчёт                                                                  |
| ----- | ----- | ------ | ----- | ---------------------------------------------------------------------- |
|       |       |        |       |                                                                        |
|       |       |        |       | Судья: Мелани Бордело Линейные судьи: Вероника Штенцель Андреа Вайсман |
|       |       |        |       |                                                                        |
|       |       |        |       |                                                                        |
|       |       |        |       |                                                                        |
|       |       |        |       |                                                                        |
|       |       |        |       |                                                                        |
| 4 мин | Штраф | 22 мин |       |                                                                        |
|       |       |        |       |                                                                        |
|       | 23    | Броски | 35    |                                                                        |

| 30 марта 2010 19:30 | США | 15 : 0 (5:0, 6:0, 4:0) | Чехия | Уолтер Буш Арена, Чикаго Зрителей: 364 |

| Отчёт | Отчёт | Отчёт  | Отчёт | Отчёт                                                         |
| ----- | ----- | ------ | ----- | ------------------------------------------------------------- |
|       |       |        |       |                                                               |
|       |       |        |       | Судья: Пайви Лаурла Линейные судьи: Тереза Бьёркман Хелен Руа |
|       |       |        |       |                                                               |
|       |       |        |       |                                                               |
|       |       |        |       |                                                               |
|       |       |        |       |                                                               |
|       |       |        |       |                                                               |
| 6 мин | Штраф | 14 мин |       |                                                               |
|       |       |        |       |                                                               |
|       | 67    | Броски | 16    |                                                               |

### Группа B
| М | Сборная  | И | В | ВО | ПО | П | ШЗ | ШП | РШ  | О |
| - | -------- | - | - | -- | -- | - | -- | -- | --- | - |
| 1 | Канада   | 3 | 3 | 0  | 0  | 0 | 29 | 3  | +26 | 9 |
| 2 | Швеция   | 3 | 2 | 0  | 0  | 1 | 9  | 13 | −4  | 6 |
| 3 | Германия | 3 | 1 | 0  | 0  | 2 | 7  | 21 | −14 | 3 |
| 4 | Россия   | 3 | 0 | 0  | 0  | 3 | 5  | 13 | −8  | 0 |

Время местное (UTC-5).
| 27 марта 2010 16:00 | Канада | 6 : 3 (3:1, 1:1, 2:1) | Россия | Уолтер Буш Арена, Чикаго Зрителей: 170 |

| Отчёт | Отчёт                                               | Отчёт | Отчёт                      | Отчёт                                                                |
| --- | --------------------------------------------------- | --- | -------------------------- | -------------------------------------------------------------------- |
| |                                                     | |                            |                                                                      |
| | Эрика Хау — 00:00-60:00                             | Вратари | 00:00-60:00 — Анна Пругова | Судья: Пайви Лаурла Линейные судьи: Йоанна Тауриайнен Андреа Вайсман |
| | Голы:                                               | |                            | Судья: Пайви Лаурла Линейные судьи: Йоанна Тауриайнен Андреа Вайсман |
| Сара Дэвис — 13:14 (Б. Лакуэтт) Мелоди Дауст — 14:52 (Э. Фултон) Дженна Макпарланд — 15:05 (М. Дауст, Б. Лакуэтт) Джилл Солнье (бол.) — 29:11 (К. Бестланд, Дж. Кэмпбелл) Бриджит Лакуэтт (бол.) — 46:28 (Дж. Солнье) Келли Терри — 59:25 (С. Дэвис, Дж. Л. Рэттрэй) | 0 : 1 : 1 2 : 1 3 : 1 4 : 1 4 : 2 5 : 2 5 : 3 6 : 3 | 05:45 — Ольга Сосина (А. Циркунова) 31:35 — Ольга Сосина (Л. Белякова) 48:13 — Людмила Белякова (бол.) (О. Сосина, М. Печникова) |                            | Судья: Пайви Лаурла Линейные судьи: Йоанна Тауриайнен Андреа Вайсман |
| |                                                     | |                            | Судья: Пайви Лаурла Линейные судьи: Йоанна Тауриайнен Андреа Вайсман |
| |                                                     | |                            | Судья: Пайви Лаурла Линейные судьи: Йоанна Тауриайнен Андреа Вайсман |
| |                                                     | |                            | Судья: Пайви Лаурла Линейные судьи: Йоанна Тауриайнен Андреа Вайсман |
| 6 мин | Штраф                                               | 16 мин |                            | Судья: Пайви Лаурла Линейные судьи: Йоанна Тауриайнен Андреа Вайсман |
| |                                                     | |                            |                                                                      |
| | 60                                                  | Броски | 7                          |                                                                      |

| 27 марта 2010 18:30 | Швеция | 5 : 4 (3:2, 2:1, 0:1) | Германия | Боб Аллен Арена, Чикаго Зрителей: 100 |

| Отчёт  | Отчёт | Отчёт  | Отчёт | Отчёт                                                                |
| ------ | ----- | ------ | ----- | -------------------------------------------------------------------- |
|        |       |        |       |                                                                      |
|        |       |        |       | Судья: Мелани Бордело Линейные судьи: Алисия Ханрахан Эвелин Лоретан |
|        |       |        |       |                                                                      |
|        |       |        |       |                                                                      |
|        |       |        |       |                                                                      |
|        |       |        |       |                                                                      |
|        |       |        |       |                                                                      |
| 12 мин | Штраф | 8 мин  |       |                                                                      |
|        |       |        |       |                                                                      |
|        | 30    | Броски | 22    |                                                                      |

| 28 марта 2010 15:00 | Швеция | 4 : 1 (1:0, 2:0, 1:1) | Россия | Боб Аллен Арена, Чикаго Зрителей: 105 |

| Отчёт | Отчёт                         | Отчёт                               | Отчёт                      | Отчёт                                                                |
| --- | ----------------------------- | ----------------------------------- | -------------------------- | -------------------------------------------------------------------- |
| |                               |                                     |                            |                                                                      |
| | София Карлстрём — 00:00-60:00 | Вратари                             | 00:00-60:00 — Анна Пругова | Судья: Тара Лейтон Линейные судьи: Алисия Ханрахан Вероника Штенцель |
| | Голы:                         |                                     |                            | Судья: Тара Лейтон Линейные судьи: Алисия Ханрахан Вероника Штенцель |
| Мелинда Олссон (бол.) — 15:38 (Ю. Хольмгрен, Р. Стенберг) Лиза Хеденгрен (бол.) — 33:24 (А. Боргфельдт, К. Лиллбёк) Эмели Юханссон — 39:35 (Ж. Хольмгрен, Л. Хеденгрен) Астрид Лилья (бол.) — 49:34 (Х. Острём) | 1 : 0 2 : 0 3 : 0 4 : 0 4 : 1 | 54:18 — Ольга Сосина (М. Печникова) |                            | Судья: Тара Лейтон Линейные судьи: Алисия Ханрахан Вероника Штенцель |
| |                               |                                     |                            | Судья: Тара Лейтон Линейные судьи: Алисия Ханрахан Вероника Штенцель |
| |                               |                                     |                            | Судья: Тара Лейтон Линейные судьи: Алисия Ханрахан Вероника Штенцель |
| |                               |                                     |                            | Судья: Тара Лейтон Линейные судьи: Алисия Ханрахан Вероника Штенцель |
| 12 мин | Штраф                         | 20 мин                              |                            | Судья: Тара Лейтон Линейные судьи: Алисия Ханрахан Вероника Штенцель |
| |                               |                                     |                            |                                                                      |
| | 54                            | Броски                              | 17                         |                                                                      |

| 28 марта 2010 16:00 | Германия | 0 : 15 (0:5, 0:4, 0:6) | Канада | Уолтер Буш Арена, Чикаго Зрителей: 127 |

| Отчёт  | Отчёт                                                                                           | Отчёт  | Отчёт | Отчёт                                                                     |
| ------ | ----------------------------------------------------------------------------------------------- | ------ | ----- | ------------------------------------------------------------------------- |
|        |                                                                                                 |        |       |                                                                           |
|        |                                                                                                 |        |       | Судья: Радка Ружичкова Линейные судьи: Михаэла Куделова Йоанна Тауриайнен |
|        | Голы:                                                                                           |        |       |                                                                           |
|        | 0 : 1 0 : 2 0 : 3 0 : 4 0 : 5 0 : 6 0 : 7 0 : 8 0 : 9 0 : 10 0 : 11 0 : 12 0 : 13 0 : 14 0 : 15 |        |       |                                                                           |
|        |                                                                                                 |        |       |                                                                           |
|        |                                                                                                 |        |       |                                                                           |
|        |                                                                                                 |        |       |                                                                           |
| 16 мин | Штраф                                                                                           | 18 мин |       |                                                                           |
|        |                                                                                                 |        |       |                                                                           |
|        | 14                                                                                              | Броски | 46    |                                                                           |

| 30 марта 2010 15:00 | Россия | 1 : 3 (0:1, 0:1, 1:1) | Германия | Боб Аллен Арена, Чикаго Зрителей: 63 |

| Отчёт                                                   | Отчёт                      | Отчёт                                                                                              | Отчёт                     | Отчёт                                                              |
| ------------------------------------------------------- | -------------------------- | -------------------------------------------------------------------------------------------------- | ------------------------- | ------------------------------------------------------------------ |
|                                                         |                            | |                           |                                                                    |
|                                                         | Анна Пругова — 00:00-60:00 | Вратари                                                                                            | 00:00-60:00 — Надя Грубер | Судья: Мари Пикаве Линейные судьи: Михаэла Куделова Эвелин Лоретан |
|                                                         | Голы:                      | |                           | Судья: Мари Пикаве Линейные судьи: Михаэла Куделова Эвелин Лоретан |
| Анна Шибанова (бол.) — 59:19 (Т. Шибанова, А. Воврушко) | 0 : 1 0 : 2 0 : 3 1 : 3    | 04:24 — Жаклин Янцен (Т. Войгт) 21:18 — Мари Деларбре 45:06 — Инес Штромайер (бол.) (Т. Айзеншмид) |                           | Судья: Мари Пикаве Линейные судьи: Михаэла Куделова Эвелин Лоретан |
|                                                         |                            | |                           | Судья: Мари Пикаве Линейные судьи: Михаэла Куделова Эвелин Лоретан |
|                                                         |                            | |                           | Судья: Мари Пикаве Линейные судьи: Михаэла Куделова Эвелин Лоретан |
|                                                         |                            | |                           | Судья: Мари Пикаве Линейные судьи: Михаэла Куделова Эвелин Лоретан |
| 12 мин                                                  | Штраф                      | 18 мин                                                                                             |                           | Судья: Мари Пикаве Линейные судьи: Михаэла Куделова Эвелин Лоретан |
|                                                         |                            | |                           |                                                                    |
|                                                         | 32                         | Броски                                                                                             | 39                        |                                                                    |

| 30 марта 2010 16:00 | Канада | 8 : 0 (3:0, 4:0, 1:0) | Швеция | Уолтер Буш Арена, Чикаго Зрителей: 115 |

| Отчёт | Отчёт                                           | Отчёт  | Отчёт | Отчёт                                                                |
| ----- | ----------------------------------------------- | ------ | ----- | -------------------------------------------------------------------- |
|       |                                                 |        |       |                                                                      |
|       |                                                 |        |       | Судья: Михаэла Кифер Линейные судьи: Илона Новотна Йоанна Тауриайнен |
|       | Голы:                                           |        |       |                                                                      |
|       | 1 : 0 2 : 0 3 : 0 4 : 0 5 : 0 6 : 0 7 : 0 8 : 0 |        |       |                                                                      |
|       |                                                 |        |       |                                                                      |
|       |                                                 |        |       |                                                                      |
|       |                                                 |        |       |                                                                      |
| 6 мин | Штраф                                           | 14 мин |       |                                                                      |
|       |                                                 |        |       |                                                                      |
|       | 53                                              | Броски | 12    |                                                                      |

## Утешительный раунд
Команды выявляют лучшего в серии до двух побед. Сборная Чехии одержала победу в первых двух матчах и заняла  седьмое место. Проигравшая серию сборная России занимает на турнире восьмое место и переходит в первый дивизион чемпионата мира 2011 года.
Время местное (UTC-5).
| 31 марта 2010 18:30 | Чехия | 5 : 0 (1:0, 0:0, 4:0) | Россия | Боб Аллен Арена, Чикаго Зрителей: 69 |

| Отчёт | Отчёт                            | Отчёт   | Отчёт                      | Отчёт                                                                   |
| --- | -------------------------------- | ------- | -------------------------- | ----------------------------------------------------------------------- |
| |                                  |         |                            |                                                                         |
| | Вероника Гладикова — 00:00-60:00 | Вратари | 00:00-60:00 — Анна Пругова | Судья: Мелани Бордело Линейные судьи: Тереза Бьёркман Вероника Штенцель |
| | Голы:                            |         |                            | Судья: Мелани Бордело Линейные судьи: Тереза Бьёркман Вероника Штенцель |
| Катержина Солничкова — 09:35 (К. Мразова) Катержина Капланова (бол.) — 42:09 (Б. Пекаркова) Дениса Крижова — 47:28 (К. Солничкова, К. Мразова) Катержина Капланова — 54:39 (М. Вытишкова, Л. Повова) Никола Горакова (бол.) — 58:57 (Л. Повова) | 1 : 0 2 : 0 3 : 0 4 : 0 5 : 0    |         |                            | Судья: Мелани Бордело Линейные судьи: Тереза Бьёркман Вероника Штенцель |
| |                                  |         |                            | Судья: Мелани Бордело Линейные судьи: Тереза Бьёркман Вероника Штенцель |
| |                                  |         |                            | Судья: Мелани Бордело Линейные судьи: Тереза Бьёркман Вероника Штенцель |
| |                                  |         |                            | Судья: Мелани Бордело Линейные судьи: Тереза Бьёркман Вероника Штенцель |
| 12 мин | Штраф                            | 14 мин  |                            | Судья: Мелани Бордело Линейные судьи: Тереза Бьёркман Вероника Штенцель |
| |                                  |         |                            |                                                                         |
| | 41                               | Броски  | 25                         |                                                                         |

| 2 апреля 2010 15:00 | Россия | 1 : 3 (0:1, 0:1, 1:1) | Чехия | Боб Аллен Арена, Чикаго Зрителей: 68 |

| Отчёт                                   | Отчёт                                                       | Отчёт | Отчёт                            | Отчёт                                                            |
| --------------------------------------- | ----------------------------------------------------------- | --- | -------------------------------- | ---------------------------------------------------------------- |
|                                         |                                                             | |                                  |                                                                  |
|                                         | Анна Пругова — 00:00-37:33 Маргарита Монахова — 37:33-60:00 | Вратари | 00:00-60:00 — Вероника Гладикова | Судья: Михаэла Кифер Линейные судьи: Хелен Руа Вероника Штенцель |
|                                         | Голы:                                                       | |                                  | Судья: Михаэла Кифер Линейные судьи: Хелен Руа Вероника Штенцель |
| Элина Митрофанова — 59:11 (Л. Белякова) | 0 : 1 0 : 2 0 : 3 1 : 3                                     | 10:00 — Дениса Крижова 34:37 — Дениса Крижова (бол.) (К. Солничкова) 46:15 — Люси Повова (М. Вытишкова, Н. Горакова) |                                  | Судья: Михаэла Кифер Линейные судьи: Хелен Руа Вероника Штенцель |
|                                         |                                                             | |                                  | Судья: Михаэла Кифер Линейные судьи: Хелен Руа Вероника Штенцель |
|                                         |                                                             | |                                  | Судья: Михаэла Кифер Линейные судьи: Хелен Руа Вероника Штенцель |
|                                         |                                                             | |                                  | Судья: Михаэла Кифер Линейные судьи: Хелен Руа Вероника Штенцель |
| 8 мин                                   | Штраф                                                       | 14 мин |                                  | Судья: Михаэла Кифер Линейные судьи: Хелен Руа Вероника Штенцель |
|                                         |                                                             | |                                  |                                                                  |
|                                         | 30                                                          | Броски | 27                               |                                                                  |

## Плей-офф
|  | Четвертьфинал | Четвертьфинал | Четвертьфинал |  |  | Полуфинал | Полуфинал | Полуфинал |  |  | Финал | Финал  | Финал |
|  |               |               |               |  |  |           |           |           |  |  |       |        |       |
|  |               |               |               |  |  | A1        | США       | 5         |  |  |       |        |       |
|  | B2            | Швеция        | 2             |  |  | В2        | Швеция    | 0         |  |  |       |        |       |
|  | A3            | Япония        | 1             |  |  |           |           |           |  |  | A1    | США    | 4     |
|  |               |               |               |  |  |           |           |           |  |  | В1    | Канада | 5     |
|  |               |               |               |  |  | B1        | Канада    | 10        |  |  |       |        |       |
|  | A2            | Финляндия     | 1             |  |  | B3        | Германия  | 0         |  |  |       |        |       |
|  | B3            | Германия      | 2             |  |  |           |           |           |  |  |       |        |       |

### Четвертьфинал
Время местное (UTC-5).
| 31 марта 2010 16:00 | Швеция | 2 : 1 (0:0, 2:0, 0:1) | Япония | Уолтер Буш Арена, Чикаго Зрителей: 95 |

| Отчёт  | Отчёт             | Отчёт  | Отчёт | Отчёт                                                              |
| ------ | ----------------- | ------ | ----- | ------------------------------------------------------------------ |
|        |                   |        |       |                                                                    |
|        |                   |        |       | Судья: Пайви Лаурла Линейные судьи: Алисия Ханрахан Андреа Вайсман |
|        | Голы:             |        |       |                                                                    |
|        | 1 : 0 2 : 0 2 : 1 |        |       |                                                                    |
|        |                   |        |       |                                                                    |
|        |                   |        |       |                                                                    |
|        |                   |        |       |                                                                    |
| 10 мин | Штраф             | 6 мин  |       |                                                                    |
|        |                   |        |       |                                                                    |
|        | 59                | Броски | 18    |                                                                    |

| 31 марта 2010 19:30 | Финляндия | 1 : 2 (OT) (0:0, 1:0, 0:1, 0:1) | Германия | Уолтер Буш Арена, Чикаго Зрителей: 54 |

| Отчёт  | Отчёт | Отчёт  | Отчёт | Отчёт                                                      |
| ------ | ----- | ------ | ----- | ---------------------------------------------------------- |
|        |       |        |       |                                                            |
|        |       |        |       | Судья: Мари Пикаве Линейные судьи: Илона Новотна Хелен Руа |
|        |       |        |       |                                                            |
|        |       |        |       |                                                            |
|        |       |        |       |                                                            |
|        |       |        |       |                                                            |
|        |       |        |       |                                                            |
| 41 мин | Штраф | 18 мин |       |                                                            |
|        |       |        |       |                                                            |
|        | 40    | Броски | 32    |                                                            |

### Полуфинал
Время местное (UTC-5).
| 2 апреля 2010 16:00 | Канада | 10 : 0 (2:0, 1:0, 7:0) | Германия | Уолтер Буш Арена, Чикаго Зрителей: 220 |

| Отчёт  | Отчёт | Отчёт  | Отчёт | Отчёт                                                              |
| ------ | ----- | ------ | ----- | ------------------------------------------------------------------ |
|        |       |        |       |                                                                    |
|        |       |        |       | Судья: Тара Лейтон Линейные судьи: Тереза Бьёркман Алисия Ханрахан |
|        |       |        |       |                                                                    |
|        |       |        |       |                                                                    |
|        |       |        |       |                                                                    |
|        |       |        |       |                                                                    |
|        |       |        |       |                                                                    |
| 14 мин | Штраф | 8 мин  |       |                                                                    |
|        |       |        |       |                                                                    |
|        | 61    | Броски | 12    |                                                                    |

| 2 апреля 2010 19:30 | США | 5 : 0 (2:0, 2:0, 1:0) | Швеция | Уолтер Буш Арена, Чикаго Зрителей: 438 |

| Отчёт | Отчёт                         | Отчёт  | Отчёт | Отчёт                                                                 |
| ----- | ----------------------------- | ------ | ----- | --------------------------------------------------------------------- |
|       |                               |        |       |                                                                       |
|       |                               |        |       | Судья: Мелани Бордело Линейные судьи: Илона Новотна Йоанна Тауриайнен |
|       | Голы:                         |        |       |                                                                       |
|       | 1 : 0 2 : 0 3 : 0 4 : 0 5 : 0 |        |       |                                                                       |
|       |                               |        |       |                                                                       |
|       |                               |        |       |                                                                       |
|       |                               |        |       |                                                                       |
| 8 мин | Штраф                         | 12 мин |       |                                                                       |
|       |                               |        |       |                                                                       |
|       | 41                            | Броски | 11    |                                                                       |

### Матч за 5-е место
Время местное (UTC-5).
| 2 апреля 2010 18:30 | Финляндия | 4 : 1 (1:0, 1:0, 2:1) | Япония | Боб Аллен Арена, Чикаго Зрителей: 43 |

| Отчёт  | Отчёт | Отчёт  | Отчёт | Отчёт                                                                  |
| ------ | ----- | ------ | ----- | ---------------------------------------------------------------------- |
|        |       |        |       |                                                                        |
|        |       |        |       | Судья: Радка Ружичкова Линейные судьи: Михаэла Куделова Эвелин Лоретан |
|        |       |        |       |                                                                        |
|        |       |        |       |                                                                        |
|        |       |        |       |                                                                        |
|        |       |        |       |                                                                        |
|        |       |        |       |                                                                        |
| 14 мин | Штраф | 8 мин  |       |                                                                        |
|        |       |        |       |                                                                        |
|        | 41    | Броски | 17    |                                                                        |

### Матч за 3-е место
Время местное (UTC-5).
| 3 апреля 2010 15:00 | Швеция | 7 : 3 (4:1, 3:0, 0:2) | Германия | Уолтер Буш Арена, Чикаго Зрителей: 120 |

| Отчёт  | Отчёт | Отчёт  | Отчёт | Отчёт                                                                |
| ------ | ----- | ------ | ----- | -------------------------------------------------------------------- |
|        |       |        |       |                                                                      |
|        |       |        |       | Судья: Пайви Лаурла Линейные судьи: Вероника Штенцель Андреа Вайсман |
|        |       |        |       |                                                                      |
|        |       |        |       |                                                                      |
|        |       |        |       |                                                                      |
|        |       |        |       |                                                                      |
|        |       |        |       |                                                                      |
| 14 мин | Штраф | 14 мин |       |                                                                      |
|        |       |        |       |                                                                      |
|        | 45    | Броски | 17    |                                                                      |

### Финал
Время местное (UTC-5).
| 3 апреля 2010 19:00 | США | 4 : 5 (OT) (3:1, 1:2, 0:1, 0:1) | Канада | Уолтер Буш Арена, Чикаго Зрителей: 1127 |

| Отчёт | Отчёт                                               | Отчёт | Отчёт                           | Отчёт                                                        |
| --- | --------------------------------------------------- | --- | ------------------------------- | ------------------------------------------------------------ |
| |                                                     | |                                 |                                                              |
| | Алекс Ригсби — 00:00-63:10                          | Вратари | 00:00-63:10 — Кармен Макдональд | Судья: Тара Лейтон Линейные судьи: Тереза Бьёркман Хелен Руа |
| | Голы:                                               | |                                 | Судья: Тара Лейтон Линейные судьи: Тереза Бьёркман Хелен Руа |
| Алекс Карпентер (бол.) — 00:50 (Б. Эммерман) Кендалл Койн — 10:02 (Г. Фигероа) Зои Хикел — 10:50 (М. Биззари) Миган Манжен (бол.) — 36:17 (К. Койн, А. Пелки) | 1 : 0 1 : 1 2 : 1 3 : 1 3 : 2 4 : 2 4 : 3 4 : 4 : 5 | 03:47 — Лаури Кингсбери (бол.) (Дж. Л. Рэттрэй, М. Дауст) 29:29 — Кристин Бестланд (бол.) (Дж. Солнье, Дж. Кэмпбелл) 36:54 — Мелоди Дауст (Б. Лакуэтт, Л. Кингсбери) 52:29 — Дженна Макпарланд (К. Подрье) 63:10 — Джессика Кэмпбелл (Б. Лакуэтт, Э. Эмброуз) |                                 | Судья: Тара Лейтон Линейные судьи: Тереза Бьёркман Хелен Руа |
| |                                                     | |                                 | Судья: Тара Лейтон Линейные судьи: Тереза Бьёркман Хелен Руа |
| |                                                     | |                                 | Судья: Тара Лейтон Линейные судьи: Тереза Бьёркман Хелен Руа |
| |                                                     | |                                 | Судья: Тара Лейтон Линейные судьи: Тереза Бьёркман Хелен Руа |
| 18 мин | Штраф                                               | 16 мин |                                 | Судья: Тара Лейтон Линейные судьи: Тереза Бьёркман Хелен Руа |
| |                                                     | |                                 |                                                              |
| | 41                                                  | Броски | 50                              |                                                              |

## Рейтинг и статистика

### Итоговое положение команд
| 1  | Канада    |
| 2  | США       |
| 3  | Швеция    |
| 4. | Германия  |
| 5. | Финляндия |
| 6. | Япония    |
| 7. | Чехия     |
| 8. | Россия    |

| Чемпион мира по хоккею с шайбой среди женских юниорских команд 2010 |
| Канада Первый титул                                                 |

### Лучшие бомбардиры
| Игрок             | И | Г  | П  | О  | Штр | +/− |
| ----------------- | - | -- | -- | -- | --- | --- |
| Джессика Кэмпбелл | 5 | 7  | 8  | 15 | 4   | +12 |
| Бриджит Лакуэтт   | 5 | 2  | 11 | 13 | 6   | +15 |
| Кендалл Койн      | 5 | 10 | 2  | 12 | 2   | +10 |
| Джилл Солнье      | 5 | 4  | 6  | 10 | 2   | +9  |
| Алекс Карпентер   | 5 | 8  | 1  | 9  | 0   | +7  |
| Хейли Скарупа     | 5 | 3  | 6  | 9  | 0   | +9  |
| Эрин Эмброуз      | 5 | 0  | 9  | 9  | 0   | +14 |
| Бриттани Эммерман | 5 | 5  | 3  | 8  | 4   | +6  |
| Мелоди Дауст      | 5 | 4  | 4  | 8  | 4   | +7  |
| Кристина Бестланд | 5 | 3  | 5  | 8  | 8   | +9  |
| Джейми Ли Рэттрэй | 5 | 2  | 6  | 8  | 6   | +10 |

Примечание: И = Количество проведённых игр; Г = Голы; П = Голевые передачи; О = Очки; Штр = Штрафное время; +/− = Плюс-минус
По данным: IIHF.com

### Лучшие вратари
В списке вратари, сыгравшие не менее 40 % от всего игрового времени их сборной.
| Игрок              | ВП     | Бр  | ПШ | КН   | %ОБ   | И"0" |
| ------------------ | ------ | --- | -- | ---- | ----- | ---- |
| Кармен Макдональд  | 213:02 | 76  | 4  | 1.13 | 94.74 | 2    |
| Сидзука Такахаси   | 236:38 | 150 | 10 | 2.54 | 93.33 | 0    |
| Алекс Ригсби       | 183:10 | 74  | 5  | 1.64 | 93.24 | 2    |
| Сюзанна Айраксинен | 180:00 | 59  | 5  | 1.67 | 91.53 | 0    |
| Изабелла Портной   | 126:21 | 81  | 7  | 3.32 | 91.36 | 0    |

Примечание: ВП = Время на площадке; Бр = Броски по воротам; ПШ = Пропущено шайб; КН = Коэффициент надёжности; %ОБ = Процент отражённых бросков; И"0" = «Сухие игры»
По данным: IIHF.com

### Индивидуальные награды
Самый ценный игрок (MVP):
- Джессика Кэмпбелл

Лучшие игроки:
- Вратарь:  Алекс Ригсби
- Защитник:  Бриджит Лакуэтт
- Нападающий:  Кендалл Койн